# Metopolophium montanum
Metopolophium montanum är en insektsart. Metopolophium montanum ingår i släktet Metopolophium och familjen långrörsbladlöss. Inga underarter finns listade i Catalogue of Life.